# Südafrikanische Frauen-Cricket-Nationalmannschaft in Australien in der Saison 2016/17
Die Tour der südafrikanischen Cricket-Nationalmannschaft nach Australien in der Saison 2016/17 fand vom 18. bis zum 29. November 2016 statt. Die internationale Cricket-Tour war Bestandteil der Internationalen Cricket-Saison 2016/17 und umfasste fünf WODIs. Australien gewann die Serie 4–0.

## Vorgeschichte
Südafrika spielte zuvor eine Tour gegen Neuseeland, für Australien war es die erste Tour der Saison. Das letzte Aufeinandertreffen der beiden Mannschaften bei einer Tour fand in der Saison 1998/99 in Australien statt.

## Stadien
Die folgenden Stadien wurden für die Tour als Austragungsort vorgesehen.
| Stadion                             | Stadt         | Kapazität | Spiele       |
| ----------------------------------- | ------------- | --------- | ------------ |
| Manuka Oval                         | Canberra      | 12.000    | 1. & 2. WODI |
| Coffs Harbour International Stadium | Coffs Harbour | 10.000    | 4. & 5. WODI |
| North Sydney Oval                   | Sydney        | 16.500    | 3. WODI      |

## Kaderlisten
Australien benannte seinen Kader am 8. November 2016.
| WODI | WODI |
| Australien | Südafrika |
| --- | --- |
| - Meg Lanning (K) - Alex Blackwell (VK) - Kristen Beams - Nicole Bolton - Rene Farrell - Holly Ferling - Grace Harris - Alyssa Healy - Jess Jonassen - Beth Mooney - Ellyse Perry - Megan Schutt - Elyse Villani | - Dane van Niekerk (K) - Anneke Bosch - Moseline Daniels - Dinesha Devnarain - Mignon du Preez - Lara Goodall - Sinalo Jafta - Marizanne Kapp - Ayabonga Khaka - Odine Kirsten - Masabata Klaas - Lizelle Lee - Suné Luus - Chloe Tryon |

## Tour Matches
| 13. November Scorecard | Canberra | Südafrika 203-7 (50)                                  | – | Australia Governor-General’s XI 204-8 (48.1) |
|                        |          | Australia Governor-General’s XI gewinnt mit 2 Wickets |   |                                              |

## Women’s One-Day Internationals

### Erstes WODI in Caberra
| 18. November Scorecard | Canberra | Australien 226-5 (50)            | – | Südafrika 230-8 (49.5) |
|                        |          | Australien gewinnt mit 2 Wickets |   |                        |

Südafrika gewann den Münzwurf und entschied sich als Schlagmannschaft zu beginnen. Als Spielerin des Spiels wurde Ellyse Perry ausgezeichnet.

### Zweites WODI in Caberra
| 20. November Scorecard | Canberra | Australien 278-4 (50)                       | – | Südafrika 119-5 (31.2/31.2) |
|                        |          | Australien gewinnt mit 66 Runs (D/L method) |   |                             |

Australien gewann den Münzwurf und entschied sich als Schlagmannschaft zu beginnen. Als Spielerin des Spiels wurde Meg Lanning ausgezeichnet.

### Drittes WODI in Sydney
| 23. November Scorecard | Sydney (NSO) | Südafrika 173-8 (32/32)          | – | Australien 174-1 (27.1/32) |
|                        |              | Australien gewinnt mit 9 Wickets |   |                            |

Südafrika gewann den Münzwurf und entschied sich als Schlagmannschaft zu beginnen. Als Spielerin des Spiels wurde Lizelle Lee ausgezeichnet.

### Viertes WODI in Coffs Harbour
| 27. November Scorecard | Coffs Harbour | Australien 242 (49.5) | – | Südafrika 242 (50) |
|                        |               | Unentschieden         |   |                    |

Australien gewann den Münzwurf und entschied sich als Schlagmannschaft zu beginnen. Als Spielerin des Spiels wurde Dane van Niekerk ausgezeichnet.

### Fünftes WODI in Coffs Harbour
| 29. November Scorecard | Coffs Harbour | Australien 260-9 (50)          | – | Südafrika 217 (48.3) |
|                        |               | Australien gewinnt mit 43 Runs |   |                      |

Südafrika gewann den Münzwurf und entschied sich als Feldmannschaft zu beginnen. Als Spielerin des Spiels wurde Ellyse Perry ausgezeichnet.

## Auszeichnungen

### Player of the Match
Als Player of the Match wurden die folgenden Spielerinnen ausgezeichnet.
| Spiel   | Player of the Match |
| ------- | ------------------- |
| 1. WODI | Ellyse Perry        |
| 2. WODI | Meg Lanning         |
| 3. WODI | Lizelle Lee         |
| 4. WODI | Dane van Niekerk    |
| 5. WODI | Ellyse Perry        |